# Иврий, Виктор Яковлевич
Виктор Яковлевич Иврий (англ. Victor Ivrii; род. 1 октября 1949, Советск) — советский и канадский математик, доктор физико-математических наук, профессор.

## Биография
Родился 1 октября 1949 года в Советске Калининградской области. Его отец — Яков Абрамович Иврий (1919—?), участник Великой Отечественной войны, кавалер ордена Красной Звезды, был уроженцем Богуслава.
Окончил Новосибирский государственный университет по специальности «математика» (1970) и его аспирантуру, в 1973 году защитил кандидатскую диссертацию на тему «Задача Коши для нестрого гиперболического оператора».
В 1982 году в Ленинградском отделении Математического института АН СССР защитил докторскую диссертацию «Особенности решений псевдодифференциальных уравнений, систем и краевых задач для них». В 1985 году присвоено учёное звание профессора.
С 1973 по 1990 год работал в Магнитогорском горно-металлургическом институте: старший преподаватель, с 1975 доцент кафедры высшей математики, в 1983—84 доцент, затем профессор кафедры вычислительной техники и прикладной математики.
За это время опубликовал более 100 научных работ.
В 1990—1992 годах работал во Франции. С 1992 года живёт в Канаде, профессор университета Торонто, академик канадской Академии наук.

## Вклад
Автор гипотезы Иврия, утверждающей, что во всяком бильярде с (криволинейной) гладкой границей в евклидовом пространстве множество периодических орбит имеет меру нуль, или, что то же самое, множество периодических пар (точка, направление) имеет меру нуль. Также он доказал теорему, позволяющую для любого бильярда, в котором множество периодических орбит имеет меру нуль, вычислить площадь поверхности по спектру.

## Некоторые публикации
- Schrödinger Operator with Strong Magnetic Field near Boundary. arXiv, (math.AP/1005.0244):1-100, 5 2010.
- Schrödinger Operator with Strong Magnetic Field: Propagation of singularities and sharper asymptotics. arXiv, (math.AP/1005.0486):1-19, 5 2010.
- Local trace asymptotics in the self-generated magnetic field. arXiv, (math.AP/1108.4188):1-24, 8 2011.
- Global trace asymptotics in the self-generated magnetic field in the case of Coulombo-like singularities. arXiv, (math.AP/1112.2487):1-19, 12 2011.
- Asymptotics of the ground state energy for atoms and molecules in the self-generated magnetic field. arXiv, (math.AP/1112.5538):1-11, 12 2011.
- Asymptotics of the ground state energy of heavy molecules and related topics. arXiv: math/1210.1132 (October 03, 2012) 70pp.
- Asymptotics of the ground state energy of heavy molecules and related topics. II, arXiv: math/1210.1329) (January 23, 2013) 141pp.

## Семья
- Жена — Ольга Зайцева-Иврий.
  - Сыновья — математики Олег Иврий (Калифорнийский технологический институт) и Александр Иврий (Хайфа).